# Monica Mayhem

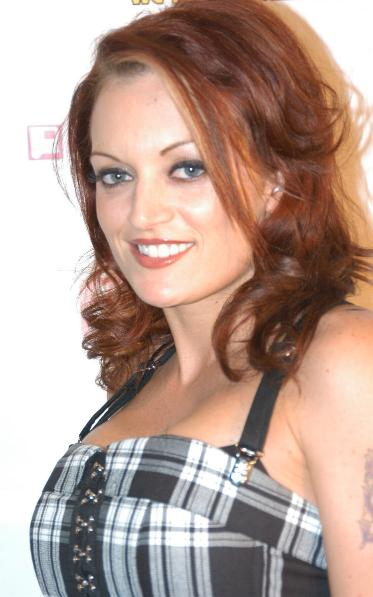
Monica Mayhem 2006

Monica Mayhem (* 14. März 1978 in Perth, Australien unter dem Namen Caroline Pickering) ist eine in den Vereinigten Staaten tätige australische Pornodarstellerin.

## Karriere
Mayhem lebte 16 Jahre in Queensland, bevor sie nach Sydney zog, wo sie sechs Jahre lang in der Finanzbranche arbeitete. Später ging sie nach Europa und begann als Stripperin in dem Club Spearmint Rhino in London zu arbeiten. Schließlich ging sie Dezember 2000 nach Los Angeles und drehte seitdem über 200 Pornofilme. Sie ist zudem bekannt für ihre Rollen in Whorecraft.

## Filmografie (Auswahl)
- 2002: Midnight Librarians (2002) mit Belladonna
- 2002: Hysteria
- 2004: Vortexxx
- 2005: Skin: Monica Mayhem
- 2005: Dark Angels 2
- 2006: Sacred Sin
- 2008: Cheating Wives Tales 9
- 2008: Sex And The City – Der Film
- Whorecraft 1 - Rogues do it from behind
- Whorecraft 6 - Change
- Women Seeking Women 16
- Service Animals

## Auszeichnungen
- 2001: XRCO Award „Best New Starlet“